# Villard-sur-Doron
 Villard-sur-Doron  es una comuna y población de Francia, en la región de Ródano-Alpes, departamento de Saboya, en el distrito de Albertville y cantón de Beaufort. Está integrada en la Communauté de communes Confluences .

## Demografía
| 907 | 853 | 615 | 588 | 554 | 641 |
| Para los censos de 1962 a 1999 la población legal corresponde a la población sin duplicidades (Fuente: INSEE [Consultar]) |     |     |     |     |     |